# Буропоясничная шипоклювка
Буропоясничная шипоклювка (лат. Acanthiza uropygialis) — вид воробьинообразных птиц из семейства шипоклювковых (Acanthizidae). Широко распространены в лишённых подлеска лесах засушливых районов Австралии. Численность в возделываемых угодьях сокращается, небольшие популяции отмечены в эвкалиптовых и хвойных лесах.

## Внешний вид
Спинная сторона окрашена в тускло-бурый цвет, на надхвостье переходящий в ярко каштановый. Лоб — светло-коричневый с белыми пестринами, лицевая часть более бледная. Глаза окружены белой каймой. Рулевые перья хвоста чёрные, более светлые на концах.

## Питание
Рацион буропоясничных шипоклювок состоит, главным образом, из насекомых, в меньшей степени — из семян растений. Пищу они находят, как правило, на листьях и ветвях кустов и деревьев. Иногда зондируют клювом трещины отслоившейся коры или обследуют лежащие на земле деревья и сучья. Часто кормятся вместе с другими насекомоядными птицами, в том числе с представителями того же рода.

## Размножение
Период размножения — с июля по декабрь, прерывается в засушливый сезон. Буропоясничные шипоклювки строят крытые гнёзда на высоте 1—6 м над землёй в дуплах деревьев, на столбах и постройках. В качестве материала для строительства выступают сухая трава и кора. Иногда птицы добавляют со стороны входа немного паутины. Для внутренней выстилки гнезда буропоясничные шипоклювки используют перья, шерсть и мягкий растительный материал.